# نمایی از استالهایم
نمایی از استالهایم (نروژی: Fra Stalheim) یک نقاشی رنگ روغن است که در سال ۱۸۴۲ توسط یوهان کریستین دال از منظره کوهستانی از استالهایم، ووس، هوردالند ساخته شده است. این اثر اصلی ناسیونالیسم رمانتیک است و به نماد ملی تبدیل شده است. این یکی از بهترین آثار دال به حساب می‌آید.

## توضیحات
این نقاشی منظره‌ای را از قله‌ای در استالهایم بر فراز دره ناروی به سمت قله قندی شکل Jordalsnuten به تصویر کشیده است. این تصویر آفتاب اواخر بعد از ظهر، قاب قله‌ها و رنگین کمان نشان می‌دهد. خورشید به دهکده ای کوچک در نزدیکی مرکز می‌تابد. دال به وضوح چهره‌ها و ساختمان‌ها را حتی در دوردست ترسیم می‌کند و «دنیایی در مینیاتور» را خلق می‌کند.

## تاریخچه
دال کار روی این نقاشی را در سال ۱۸۳۶ آغاز کرد و آن را در سال ۱۸۴۲ تکمیل کرد. این بر اساس دو طرح با مداد و آبرنگ است که او از جاده گودوانگن در ژوئیه ۱۸۲۶ در اولین بازدید خود از مناطق کوهستانی نروژ ساخته بود. نسخه نهایی از نظر ترکیب و جزئیات به مطالعات نزدیک است، از جمله نور خورشید که روستا را برجسته می‌کند.